# Bückeburg

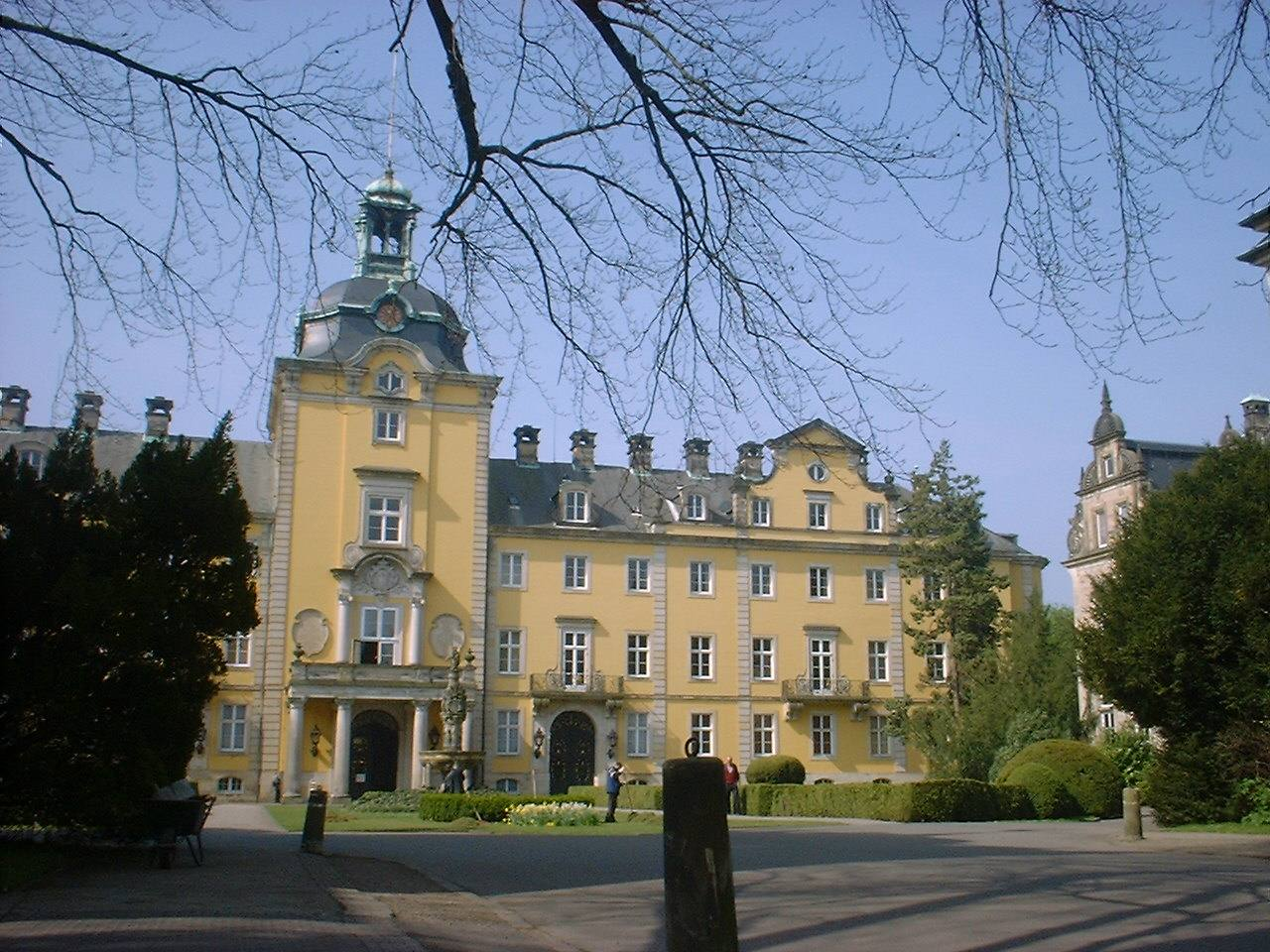
Slottet i Bückeburg

Bückeburg är en stad i förbundslandet Niedersachsen, Tyskland, och hade 20 836 invånare (31 december 2006).
Bückeburg började växa fram på 1300-talet men erhöll stadsrättigheter först 1609. Slottet i Bückeburg uppfördes i början av 1600-talet.
Bückeburg var fram till 1918 huvudstad i furstendömet Schaumburg-Lippe och till 1946 i den tyska delstaten med samma namn.

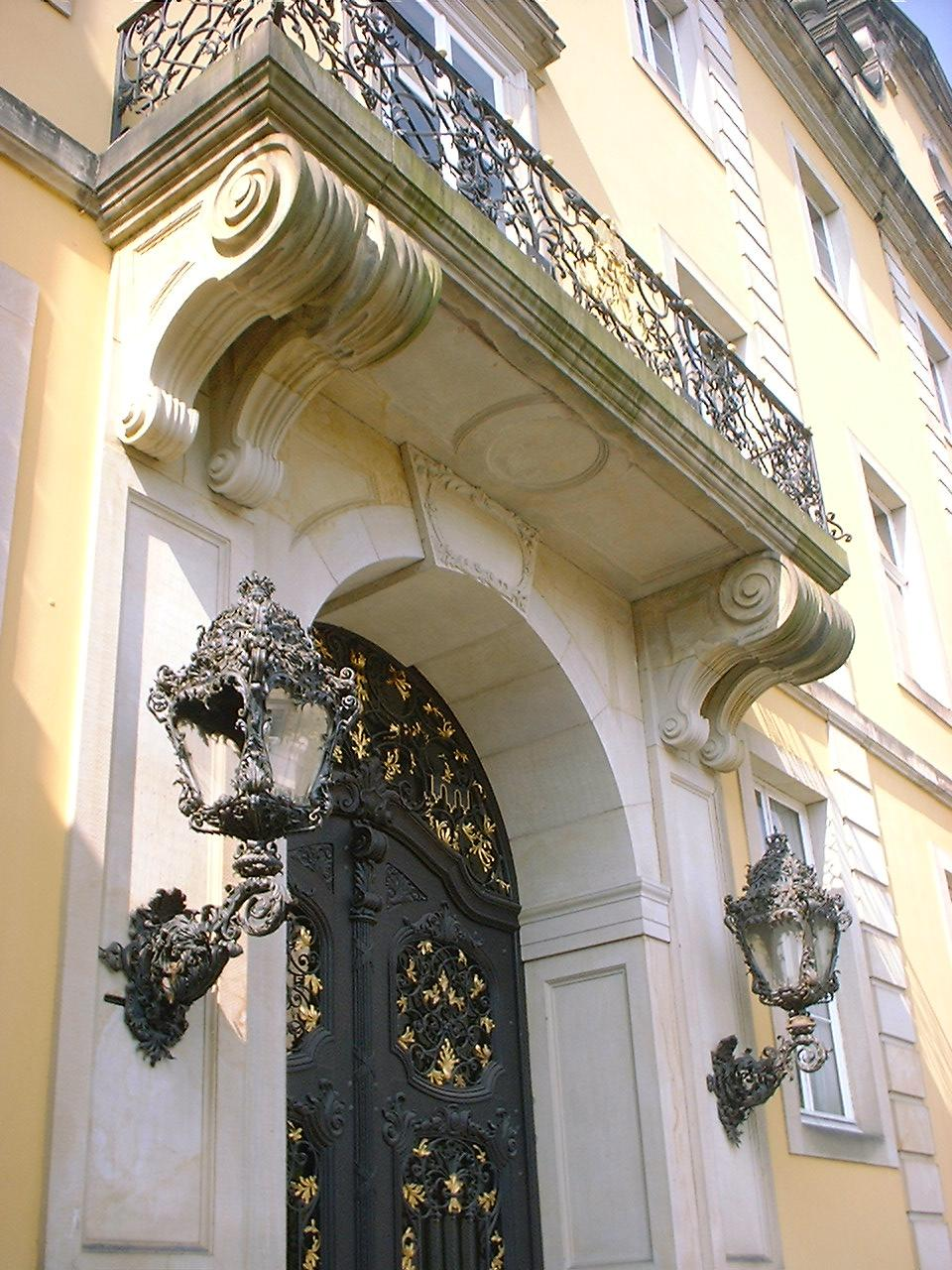
Slottet